# 小黄山遗址
小黄山遗址位于浙江省绍兴市嵊州市甘霖镇上杜山村，是一处新石器时代早期的文化遗址。1984年，嵊州市文物管理处在文物普查时发现该遗址；2005年，浙江省文物考古研究所和嵊州市文物管理处对该遗址进行了抢救性发掘。小黄山遗址面积达50000多平方米，是目前发现的长江中下游地区距今9000年前后规模最大的聚落遗址。2006年5月9日，小黄山遗址被评为2005年度“全国十大考古新发现”，也是自1991年“全国十大考古新发现”评选活动开展以来浙江省第13项获评“全国十大考古新发现”的项目。

## 遗址环境
小黄山遗址坐落于相对高度约10米的古台地上，遗址周围是曹娥江上游长乐江的河谷平原，地势平坦开阔，地理条件优越。

## 文化特征
小黄山遗址的遗存主要有夹砂红衣陶器群、用于加工食物的石磨盘、磨石和储藏坑，其文化特征与浙江省境内已经发现的跨湖桥文化、河姆渡文化、马家浜文化都有所不同，与浦江上山遗址同属于上山文化。

## 发现意义
小黄山遗址为探讨人类文化从采集经济到农耕经济的过渡与转变、农业的起源与发展的机制提供了内涵丰富的实例，对完整长江下游地区新石器时代文化发展序列、认识长江下游新石器时代文化区类型都有着重要意义。
- 陶双耳罐
- 左：穿孔石器，右：带凹槽石球